# US Open de 2005
O US Open de 2005 foi um torneio de tênis disputado nas quadras duras do USTA Billie Jean King National Tennis Center, no Flushing Meadows-Corona Park, no distrito do Queens, em Nova York, nos Estados Unidos, entre 29 de agosto e 11 de setembro. Corresponde à 38ª edição da era aberta e à 125ª de todos os tempos.

## Finais

### Profissional
| Categoria | Evento    | Campeã(s)(o/ões)                   | Vice-campeã(s)(o/ões)             | Resultado          | Chave(s)  | Chave(s)       |
| --------- | --------- | ---------------------------------- | --------------------------------- | ------------------ | --------- | -------------- |
| Simples   | Masculino | Roger Federer                      | Andre Agassi                      | 6–3, 2–6, 7–6, 6–1 | principal | qualificatório |
| Simples   | Feminino  | Kim Clijsters                      | Mary Pierce                       | 6–3, 6–1           | principal | qualificatório |
| Duplas    | Masculino | Bob Bryan Mike Bryan               | Jonas Björkman Max Mirnyi         | 6–1, 6–4           | principal | principal      |
| Duplas    | Feminino  | Lisa Raymond Samantha Stosur       | Elena Dementieva Flavia Pennetta  | 6–2, 5–7, 6–3      | principal | principal      |
| Duplas    | Misto     | Daniela Hantuchová Mahesh Bhupathi | Katarina Srebotnik Nenad Zimonjić | 6–4, 6–2           | principal | principal      |

### Juvenil
| Categoria | Evento    | Campeã(s)(o/ões)                 | Vice-campeã(s)(o/ões)         | Resultado      | Chave(s)  | Chave(s)       |
| --------- | --------- | -------------------------------- | ----------------------------- | -------------- | --------- | -------------- |
| Simples   | Masculino | Ryan Sweeting                    | Jérémy Chardy                 | 6–4, 6–4       | principal | qualificatório |
| Simples   | Feminino  | Victoria Azarenka                | Alexa Glatch                  | 6–3, 6–4       | principal | qualificatório |
| Duplas    | Masculino | Alex Clayton Donald Young        | Carsten Ball Thiemo de Bakker | 7–63, 4–6, 7–5 | principal | principal      |
| Duplas    | Feminino  | Nikola Fraňková Alisa Kleybanova | Alexa Glatch Vania King       | 7–5, 7–63      | principal | principal      |

### Cadeirante
| Categoria | Evento    | Campeã(s)(o/ões)                  | Vice-campeã(s)(o/ões)              | Resultado | Chave     |
| --------- | --------- | --------------------------------- | ---------------------------------- | --------- | --------- |
| Simples   | Masculino | Robin Ammerlaan                   | Michaël Jeremiasz                  | 6–1, 6–3  | principal |
| Simples   | Feminino  | Esther Vergeer                    | Korie Homan                        | 6–2, 6–1  | principal |
| Duplas    | Masculino | Robin Ammerlaan Michaël Jeremiasz | David Hall Jayant Mistry           | 6–1, 6–2  | principal |
| Duplas    | Feminino  | Korie Homan Esther Vergeer        | Beth Arnoult-Ritthaler Jan Proctor | 6–3, 6–1  | principal |